# Celebrity Deathmatch (videogioco)
Celebrity Deathmatch è un videogioco di wrestling pubblicato il 15 ottobre 2003 in Nord America per Microsoft Windows, PlayStation, PlayStation 2 e Xbox.
Basato sull'omonima serie animata di MTV e MTV2, il videogioco è stato sviluppato da Big Ape Productions. Il gioco presenta celebrità e mostri cinematografici come personaggi giocabili che si cimentano nel wrestling.

## Trama
Nel gioco, il giocatore deve colpire il suo avversario più volte fino a quando il misuratore di vita dell'avversario non lampeggia in rosso, a quel punto il testo mostrerà la parola "Uccidi!". Il giocatore vincente deve quindi riempire completamente il misuratore MTV. Per rendere l'evento più veloce, i giocatori possono schernire il pubblico. Quando ha il giusto slancio, il giocatore può finire l'avversario eseguendo le sue mosse speciali. All'interno della partita, i giocatori possono raccogliere diverse scatole contenenti vari potenziamenti e armi.